# Émile Lambinet
Pour les articles homonymes, voir Lambinet.
Jean Charles Émile Lambinet, né le 4 janvier 1815 à Versailles et mort le 30 décembre 1877 à Bougival, est un peintre français.

## Biographie
Élève d'Horace Vernet puis de Jean-Baptiste Camille Corot, Émile Lambinet se spécialise dans la peinture de paysage.
Il passa la plus grande partie de sa vie dans les Yvelines, d'abord à Versailles, sa ville natale, puis à Bougival où il demeure à partir de 1860.
Il est le cousin de Victor Lambinet (1813-1894), magistrat, mémorialiste, collectionneur et propriétaire d'un hôtel particulier à Versailles au milieu de XIXe siècle, qui devint l'actuel musée Lambinet, lequel conserve un fonds de ses œuvres.
Il est décoré de la Légion d'honneur en 1867.

## Œuvres dans les collections publiques
États-Unis
- Boston, musée des Beaux-Arts :
  - Cour de ferme, 1862 ;
  - Village en bord de mer, 1866 ;
  - Chemin à travers les champs, 1872 ;
  - Pêche à la ligne sur les bords de la Seine, 1872 ;
  - Lavandières ;
  - Jeune homme pêchant sous des saules.

France
- Versailles, musée Lambinet[6] :
  - Rives de la Seine près de Bougival ;
  - Pêcheurs au bord d'un étang, 1860 ;
  - Le Château des Roches à Bièvres, 1874 ;
  - Paysage d'Île-de-France avec deux personnages au premier plan, 1872 ;
  - Bouquet de fleurs ;
  - Paysage avec bateliers, 1864 ;
  - Bords de rivière, l'été ;
  - Chemin, 1850 ;
  - Bord de rivière ;
  - Vue prise du Pavillon du Butard près de Versailles.

Reims, musée des Beaux-Arts
- Chaumière au bord de l'eau, 1854, huile sur toile, 33.2 x 49 cm
- Paysage avec cours d'eau, 1856, huile sur bois, 23,5 x 35,3 cm
- Paysage avec cours d'eau, 1856, huile sur carton, 23 x 35,9 cm

Œuvres d'Émile Lambinet
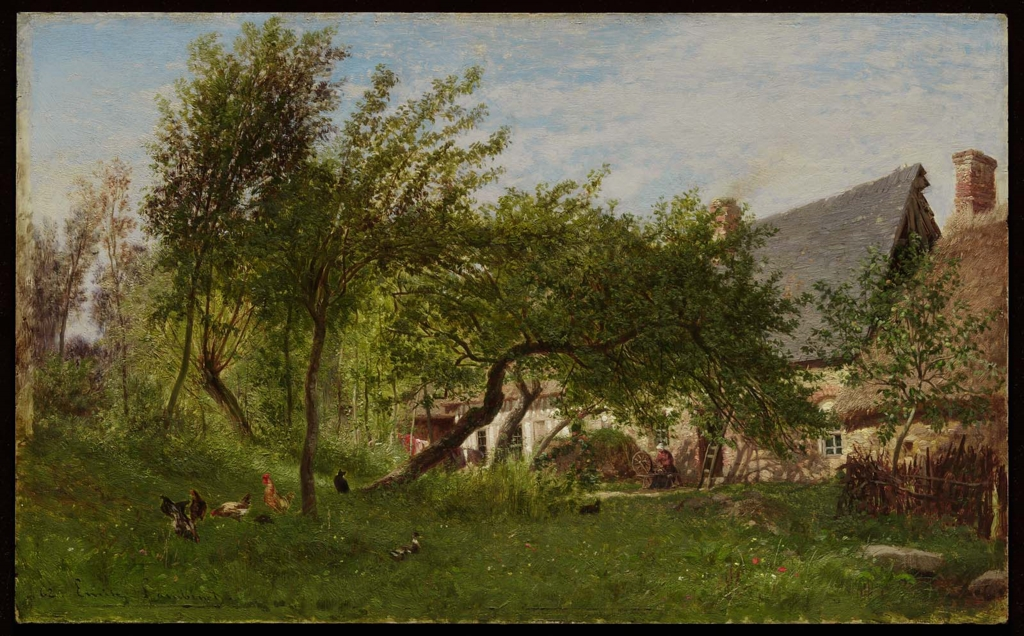
Cour de ferme (1862), musée des Beaux-Arts de Boston.
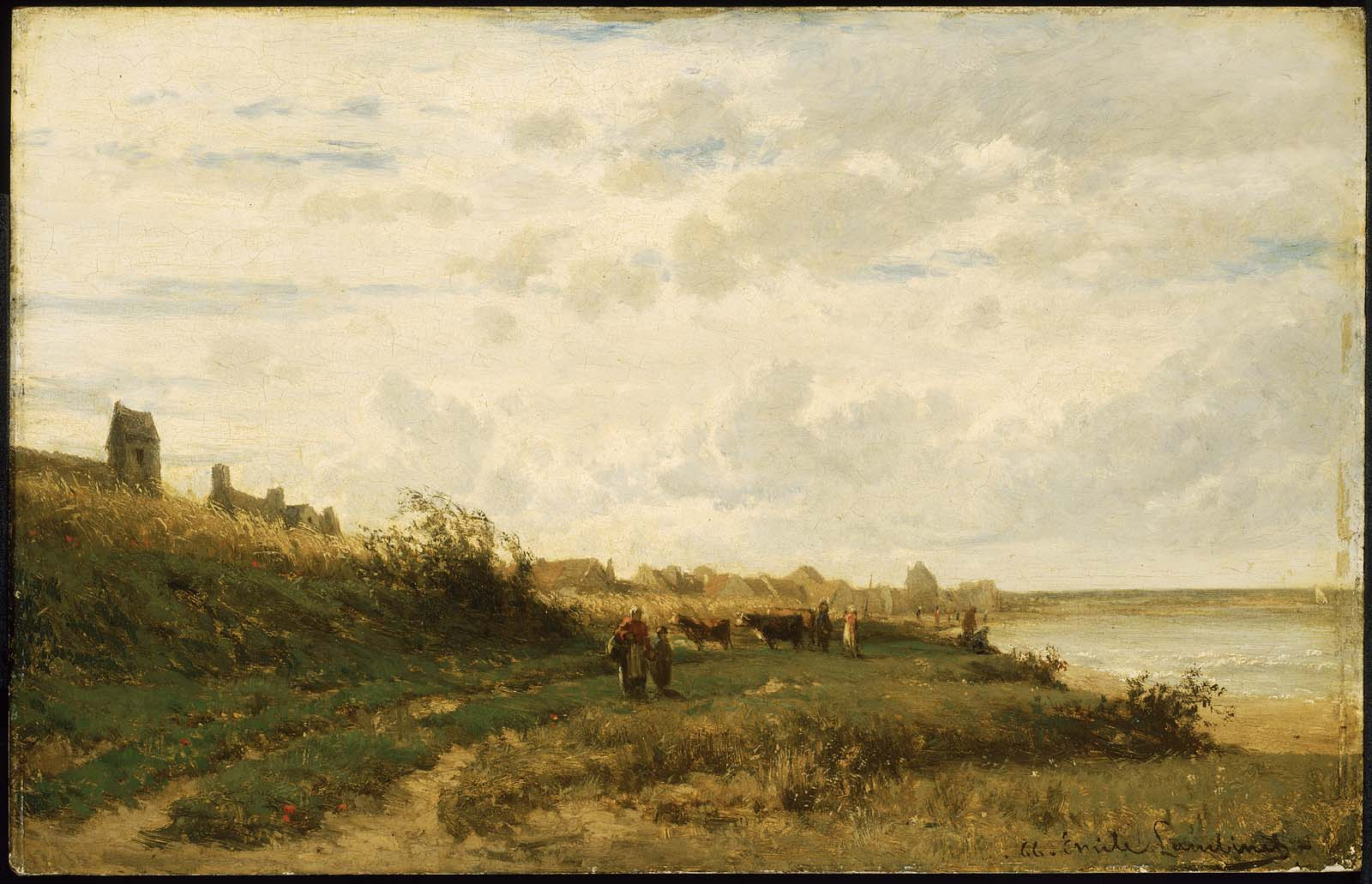
Village au bord de la mer (1866), musée des Beaux-Arts de Boston.
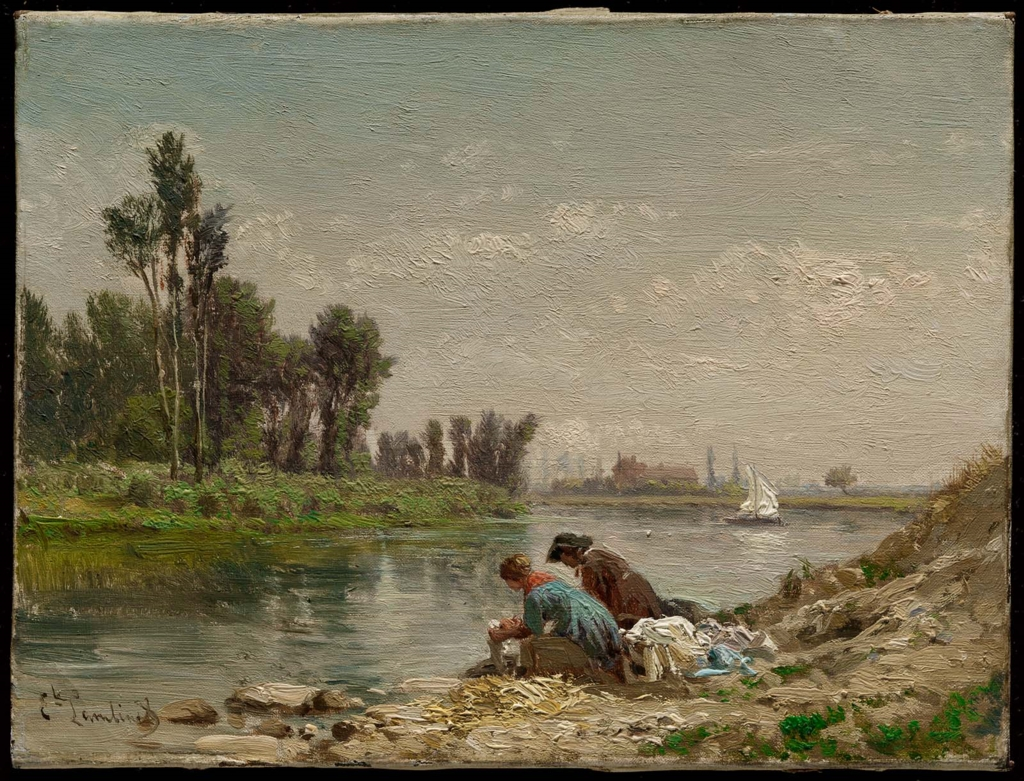
Lavandières, musée des Beaux-Arts de Boston.
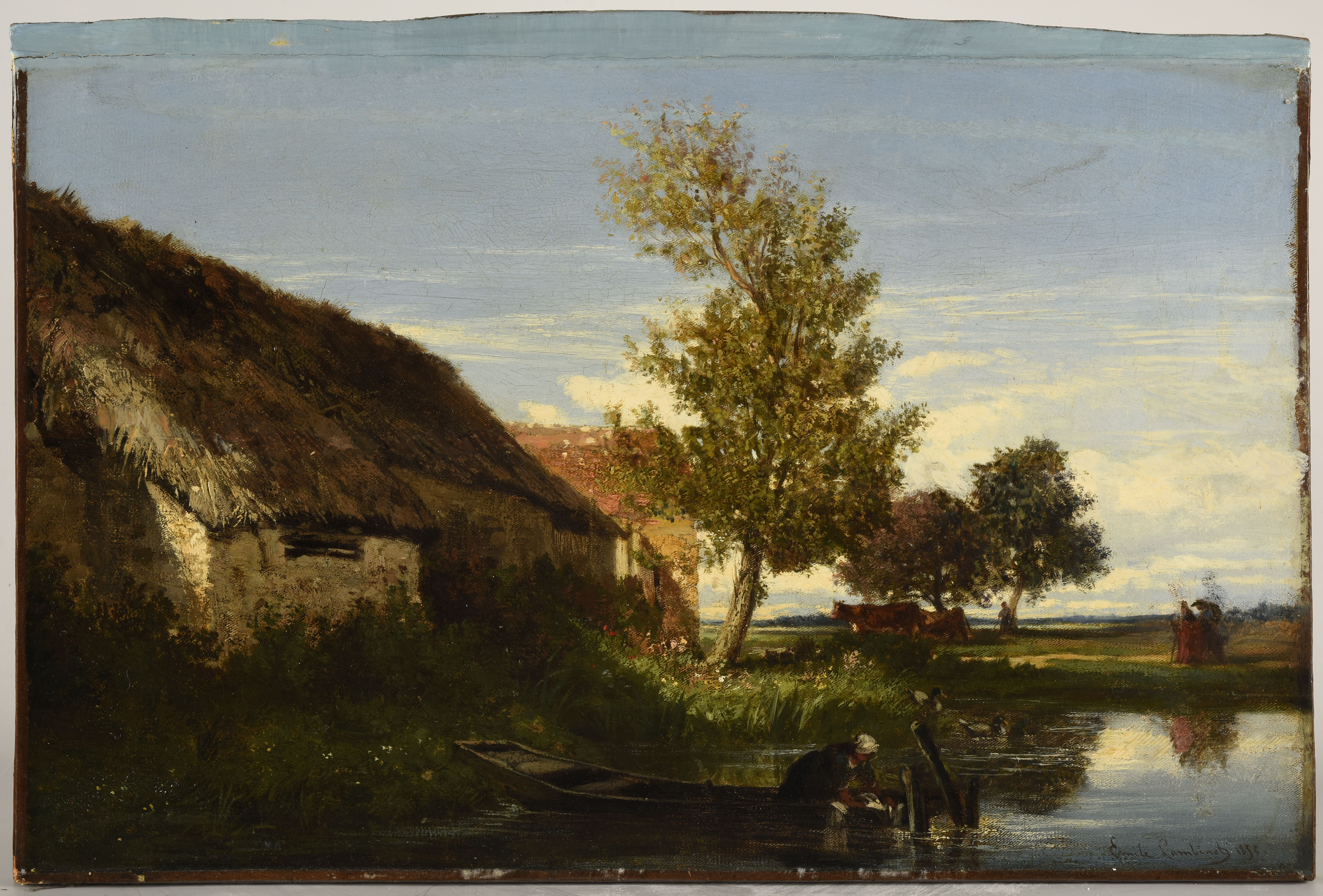
Chaumière au bord de l'eau, 1854, musée des Beaux-Arts de Reims
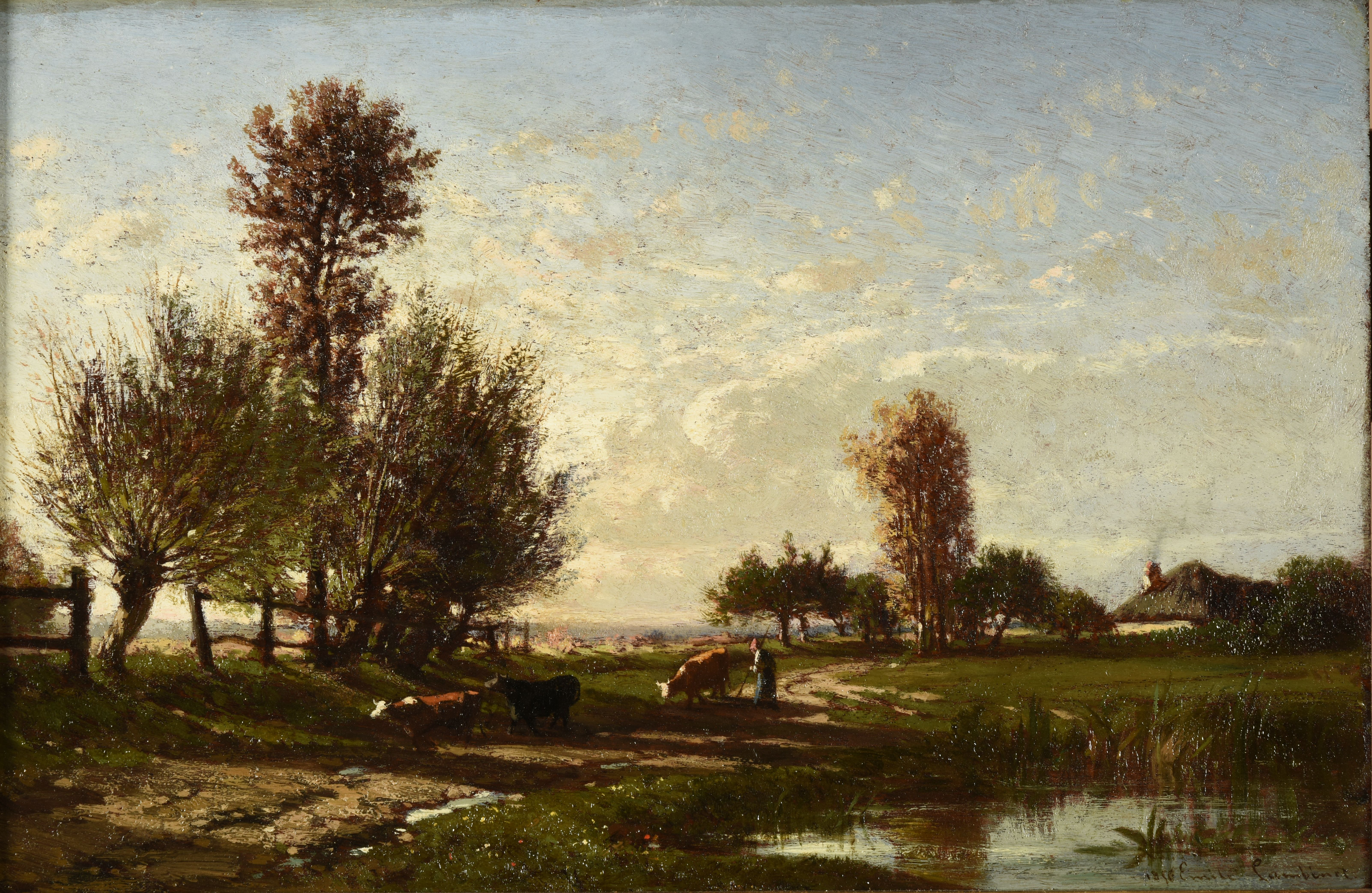
Paysage avec cours d'eau, 1856, Musée des Beaux-Arts de Reims
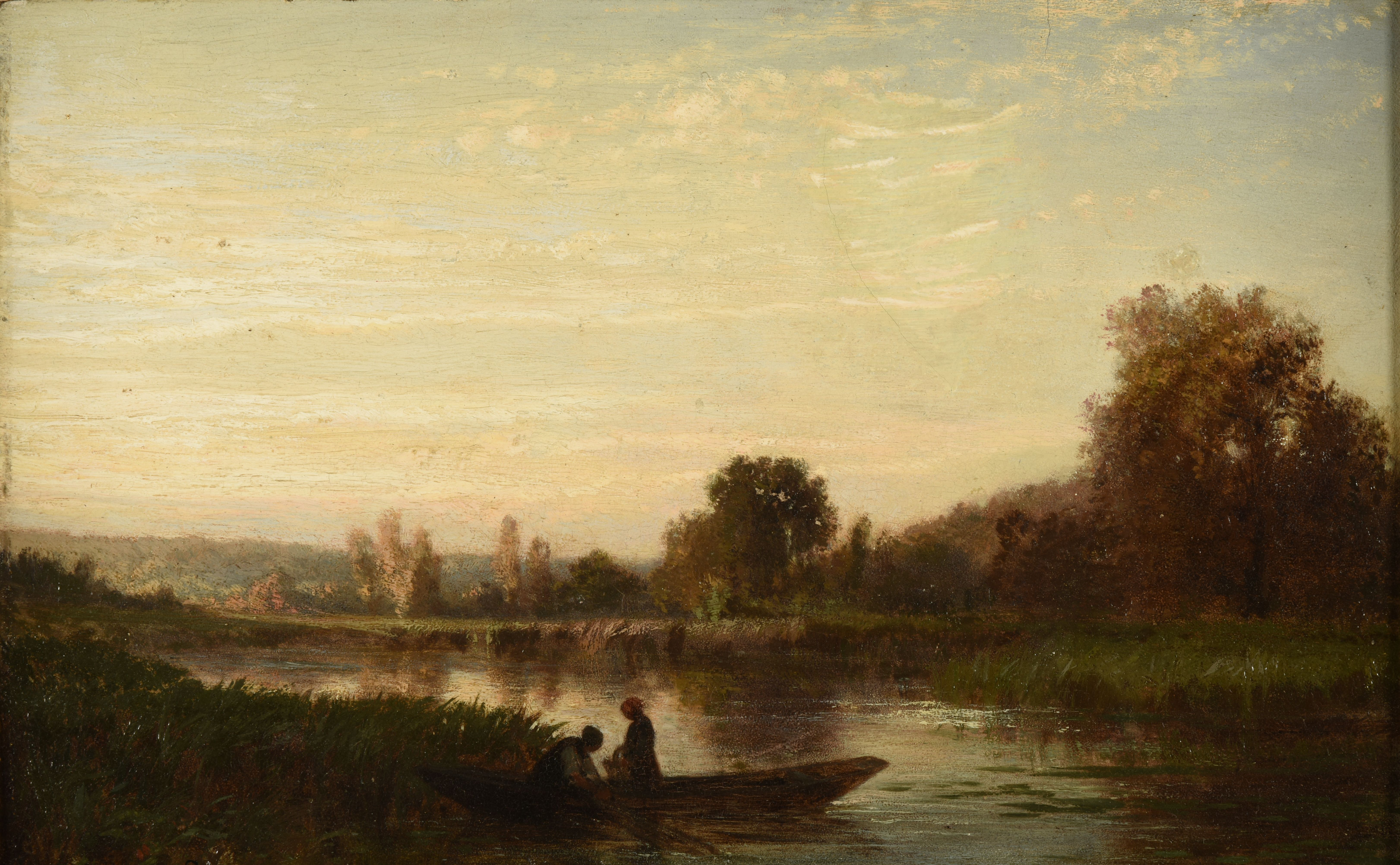
Paysage avec cours d'eau, 1856, Musée des Beaux-Arts de Reims

## Élèves
- Peter Burnitz
- Paul Lecomte.